# Palmelund
Palmelund är en f.d. poststation i Löts socken på östra Öland. Den inrättades den 1 maj 1900 och lades ned den 2 september 1967. Den förste innehavaren av poststionsföreståndartjänsten var folkskolläraren och klockaren Peter Magnus Palm (1814-1894) och då den förlades till hans bostad nära Löts kyrka fick stationen namnet Palmelund. Palmelund är idag namnet på det lilla samhället kring Löts kyrka.
P.M. Palm är farfars far till kulturhistorikern Bertil Palm.